# 경진고등학교
경진고등학교(慶晋高等學校)는 대한민국 경상남도 진주시 상봉동에 있는 사립 고등학교이다.

## 학교 연혁
- 1978년 12월 20일 : 진주공업고등기술학교 설립
- 1979년 3월 14일 : 제1회 입학식 거행
- 1981년 2월 19일 : 학교법인 근역학원 설립인가(주야 21학급, 정원 1,260명)
- 1982년 2월 10일 : 제1회 졸업식(163명 졸업)
- 1985년 5월 31일 : 신관 3층 17개 교실 및 현관 건립
- 1986년 8월 6일 : 교명을 세광공업고등학교로 인가받고 기계과 6학급, 전자과 26학급, 주야간 33학급으로 편성함
- 1988년 1월 30일 : 신관 4층 5개 교실 증축
- 1988년 5월 10일 : 도서관 및 음악실 증축(3개 교실)
- 1992년 9월 16일 : 학칙 변경으로 기계과 6학급, 전자과 27(남 21, 여 6)학급 모두 33학급으로 편성
- 1993년 2월 5일 : 교지 세광 창간호 발간
- 1994년 2월 6일 : 신관 실습 6실, HAM실 증축
- 1997년 11월 10일 : 강당(승룡관) 준공, 실습실 증축(기계과 200평, 전자과 4실, 컴퓨터 그래픽실 1실)
- 1999년 1월 5일 : 학교급식 시설 1, 2층 165평 신축
- 1999년 4월 12일 : 급식시설 1,2층 414m2
- 2002년 8월 5일 : 경진고등학교 교명 변경 및 학과 개편((2003, 3, 1 시행) 컴퓨터응용기계과 3, 컴퓨터전자과 12, 응용전자과 3, 산업디자인과 3, 멀티인터넷과 6 계 27학급)
- 2007년 8월 6일 : 학술정보센타 리모델링
- 2009년 8월 13일 : 특성화 고등학교 지정(컴퓨터응용기계과, 컴퓨터전자과, 멀티인터넷과, 산업디자인과)
- 2018년 4월 4일 : 급식소 현대화 사업, 미소관 개관
- 2018년 8월 2일 : 학칙 변경인가 뷰티과 2학급, 기계과 2학급, 컴퓨터전자과 2학급, 전기과 1학급, 산업디자인과 1학급, 계 24학급
- 2020년 9월 1일 : 제10대 오세흠 교장 중임
- 2022년 4월 1일 : 학교공간혁신 홈베이스 구축 (교실 3칸 규모)
- 2023년 1월 6일 : 제42회 졸업식(졸업생 101명, 총 졸업생 11,137명)
- 2023년 3월 2일 : 2023학년도 입학식(7학급 123명)

## 설치 학과
- 기계과
- 전기과
- 컴퓨터전자과
- 뷰티과
- 콘텐츠디자인과
- 스마트전기과

## 참고 자료
- 경진고등학교 - 한국교육학술정보원 학교알리미